# Столпы Земли (роман)
«Столпы Земли» (англ. The Pillars of the Earth) — исторический роман британского писателя валлийского происхождения Кена Фоллетта, изданный в 1989 году. Сюжет разворачивается вокруг строительства кафедрального собора в вымышленном средневековом английском городке Кингсбридж на фоне гражданской войны (1135—1154), именуемой «Анархией». Также важное место в романе занимают отображение перехода от преобладания романского архитектурного стиля к готическому и конфликт между королём Генрихом II Плантагенетом и архиепископом Кентерберийским Томасом Бекетом.
«Столпы Земли» стал первым романом Фоллетта, написанным не в жанре триллера, а также самым продаваемым его произведением. По нему был снят 8-ми серийный мини-сериал (2010) и разработана одноимённая компьютерная игра (2017).
Роман занимает 33-е место в списке 100 лучших книг по версии Би-би-си.

## Предыстория и прообразы
По словам самого Фоллетта, написать исторический роман его побудил возникший интерес к соборам. Он предположил, что строительство такого сооружения заняло бы минимум 30 лет и наверняка сопровождалось большими трудностями, связанными с нехваткой финансов или нападениями неприятелей, что давало длинный, но интересный сюжет. 
За основу для Кингсбриджа был взят город Марлборо (графство Уилтшир). Автор обосновал его выбор тем, что оттуда можно было за несколько дней добраться верхом до Винчестера, Глостера и Солсбери. Прототипом Кингсбриджского собора послужили кафедральные соборы Уэлса и Солсбери.
При работе над романом, Фоллетт использовал труд Николауса Певзнера «Очерк европейской архитектуры», а также работы Жана Гимпеля «Строители собора» и «Средневековые машины».

## Сюжет

### Пролог
За кражу драгоценной чаши из Кингсбриджского монастыря к повешению приговорён рыжеволосый мужчина, показания на которого дали три человека — рыцарь, священник и монах. Во время казни на площадь прибегает его беременная возлюбленная, которая пытается убедить собравшихся, что свидетели солгали, но шериф отказывается её слушать. Тогда она достаёт петуха и перерезает ему горло, прокляв лжесвидетелей и пообещав им, что они проведут остаток жизни в мучениях и печали, а их дети — будут повешены.

### Часть I (1135–1136)
Опытный мастер-каменщик Том-Строитель руководит строительством дома для лорда Уильяма Хамли и его невесты Алиенны Ширингской. Когда здание уже почти было готово, внезапно прибывает сам Хамли со свитой и разгоняет рабочих, отказавшись им платить за работу, так как Алиенна разорвала помолвку и дом ему больше не нужен. Том вступает в конфликт с феодалом, требуя заплатить. Нехотя, Уильям отдаёт деньги. Оставшись без работы, Том со своей беременной женой Агнес и детьми — Альфредом и Мартой — вынужден искать новую и направляется через заснеженный лес в сторону замка Эрлскасл, центра графства Ширинг. Он мечтает построить собор, но Агнес требует от мужа — просто строить дома и устроить быт семьи. На них нападают разбойники, стащив откормленного поросёнка и оглушив Тома. Им с Альфредом удаётся отбиться, но потеря поросёнка (которого они собирались продать и на вырученные средства продержаться первое время) и спор с мужем по поводу собора окончательно подкашивает Агнес и у неё через несколько дней происходят преждевременные роды. Родив мальчика, та умирает, но перед этим соглашается с Томом и просит его построить собор в память о ней. Думая, что он не в силах прокормить ещё один рот, Том бросает младенца на могиле жены, но одумывается и возвращается, однако обнаруживает, что ребёнок пропал. Вскоре он встречается с отшельницей по имени Эллен и её сыном Джеком, которые успокаивают его — младенца обнаружил проезжавший мимо священник, который отвёз его в обитель Св. Иоанна, принадлежащую Кингсбриджскому монастырю. Эллен убеждает Тома (собравшегося немедленно отправиться туда и забрать сына), что он должен сначала найти работу, а о ребёнке позаботятся монахи. Она также уговаривает его взять их с сыном с собой, пообещав заботиться об Альфреде и Марте в обмен на то, что Том социализирует Джека и научит его жизни в обществе. Прибыв в Эрлскасл, они направляются в замок графа Ширинга, Бартоломью, где знакомятся с его детьми — Ричардом и Алиенной. Алиенна разговаривает с гостями, предлагает им поесть и проговаривается, что её отец ожидает нападения врагов. Граф Бартоломью отказывается взять Тома на службу, но когда тот указывает на плохое состояние укреплений — передумывает.
Приор обители Св. Иоанна, отец Филипп, тем временем узнаёт о смерти приора Кингсбриджского монастыря, отца Джеймса. Прибыв в Кингсбридж на выборы нового настоятеля, он застаёт монастырь в ужасном запустении, но неожиданно встречает там своего брата Френсиса, служащего графу Роберту Глостеру. Тот предупреждает его о готовящемся восстании своего сюзерена в союзе с графом Ширинга Бартоломью против короля Стефана и просит сообщить об этом епископу Кингсбриджскому, Уолерану Бигоду, чтобы предотвратить войну. Уолеран во время встречи с Филиппом не только обещает разобраться с этим, но и гарантирует тому свою помощь в избрании новым приором Кингсбриждского монастыря. Убедительно выступив на капитуле, указав на плачевное состояние обители и получив открытую поддержку епископа Уолерана, Филипп был избран, но нажил себе врага в лице жестокого помощника старого приора, брата Ремигия. Вместе с Филиппом, в монастыре поселяется Джонатан — новорождённый сын Тома, которого воспитывают давние друзья нового приора, братья Милий и Катберт.
Епископ Уолеран Бигод обращается к Перси и Риган Хамли, родителям Уильяма, которые обозлены на Бартоломью из-за разрыва помолвки Алиенны с их сыном, и подговаривает их напасть на Ширинг, чтобы отомстить графу за унижение. Это нападение развязывает гражданскую войну, побудив Роберта Глостера поднять восстание против короля Стефана. Хитростью захватив Эрлскасл, Хамли берут Бартоломью в плен и изгоняют из замка всех слуг, включая Тома и Эллен с детьми. Беженцы со свей округи бегут в Кингсбриджский монастырь, где приор Филипп оказывает им посильную помощь. Том также прибывает туда и пытается убедить приора нанять его для ремонта обрушившейся башни, но тот указывает на плачевное финансовое состояние обители и отказывает. Том в сердцах говорит Эллен, что будет молиться о скором разрушении всего монастыря и Джек, подслушавший их разговор, ночью пробирается на крышу и поджигает перекрытия. Монастырь сгорает дотла. Филиппу ничего не остаётся, кроме как нанять Тома и поручить ему строительство нового собора.
Более сильный и заносчивый Альфред постоянно издевается над Джеком, что приводит к неоднократным конфликтам Тома с Эллен. Брат Ремигий обвиняет их в блуде и убеждает приора Филиппа, что Эллен должна покинуть Кингсбридж. Та (уже влюбившаяся в Тома) устраивает публичное непотребство, когда монахи собрались на трапезу, что окончательно настраивает Филиппа против неё и он изгоняет Эллен. Джек уходит в лес вместе с матерью.

### Часть II (1136–1137)
Приор Филипп и епископ Уолеран Бигод отправляются в Винчестер ко двору короля Стефана, чтобы попросить его передать графство Ширинг Церкви (для обеспечения средствами и материалами на строительство собора в Кингсбридже). Брат короля, епископ Винчестерский Генри, их поддерживает, но на аудиенции Стефан не даёт чёткого ответа (он уже обещал отдать графство Перси Хамли, но жалкий вид Филиппа поколебал его уверенность) и требует явиться к нему послезавтра. Риган Хамли встречается с Филиппом и говорит ему, что Уолеран не собирается помогать в восстановлении собора и пытается получить графство для каких-то своих целей. Приор обвиняет её, что Хамли намерены сами завладеть Ширингом, что та не отрицает и предлагает договориться в обход епископа. Филипп требует доказательств, и Риган предлагает ему съездить с её сыном во дворец Бигода. Обнаружив у дворца строительную площадку под замок, приор понимает, что графство нужно Уолерану для обеспечения его строительства и Хамли не солгали, однако выдвигает свои условия сделки — они разделят графство так, чтобы монастырю отошли лес, горные склоны для выпаса овец и каменоломня. Риган соглашается, однако в последний момент вносит корректировку в договор — Кингсбридж получает лес, выпасы и право добычи камня в каменоломне. Филипп не решается оспорить последний пункт и соглашается, король Стефан закрепляет сделку. Разъярённый епископ Уолеран публично обещает, что приор Филипп никогда не построит свой собор. Строительство епископского замка окончательно останавливается из-за нехватки ресурсов.
Вернувшийся в Эрлскалс Уильям Хамли со своим слугой Уолтером нападают на лишившихся королевской защиты детей Бартоломью, всё ещё остающихся в замке. Они жестоко избивают Ричарда, отрезают ему мочку уха, а потом зверски насилуют Алиенну на глазах у брата. Улучив момент, жертвы сбегают и направляются в Винчестер, чтобы добиться справедливости от короля, но не застают его. Узнав, что их отец содержится в винчестерской тюрьме, они пытаются попасть туда, но тюремщик требует взятку. Им на помощь приходит торговка шерстью Мэг, у которой в той же темнице сидит муж — она платит за себя и Алиенну, убедив пропустить Ричарда бесплатно. Умирающий граф Бартоломью просит сына поклясться, что он станет рыцарем и вернёт Ширинг, а дочь — что она будет поддерживать брата, пока он не исполнит эту клятву. Алиенна разговаривает с Мэг про её промысел и подмечает, что торговлю можно было бы упростить, если кто-то будет скупать шерсть у пастухов и доставлять её на рынок. Она организовывает такой бизнес, однако первая же сделка чуть не проваливается — заменивший уехавшую Мэг торговец отказывается купить у Алиенны шерсть по цене выше себестоимости. Находившийся рядом монах, также привезший шерсть на продажу, заступается за Алиенну и хитростью вынуждает торговца заплатить хорошую цену. Им оказывается приор Филипп, который предлагает девушке перебраться в Кингсбридж и взять монастырскую торговлю шерстью на себя. Та с радостью соглашается.
Перси Хамли явочным порядком начинает срывать соглашение, отправив своих солдат на каменоломню и выгнав оттуда каменщиков Филиппа. Приор направляется туда с монахами, которые ночью окружают охрану и поют гимны, пока каменщики возобновляют добычу. Люди Хамли не решаются напасть на них. Уолеран в отместку проводит решение о переносе кафедры из Кингсбриджа в город Ширинг и нашёптывает епископу Генри, что у Филиппа недостаточно людей и средств для завершения строительства. По совету Тома, приор созывает добровольцев (пообещав им отпуск всех грехов) и значительно ускоряет ход работ. Приехавший с инспекцией Генри поражён размахом стройки и сохраняет кафедру за Кингсбриджем.

### Часть III (1140–1142)
Воюющий в рядах армии короля Стефана Уильям Хамли узнаёт о внезапной смерти своего отца Перси, графа Ширинга. Король отпускает его в Эрлскасл, однако не передаёт титул покойного, а лишь поручает опеку над графством до принятия окончательного решения. Риган растолковывает сыну, что это означает наличие угрозы со стороны Ричарда, который успел достойно проявить себя на поле боя, получить расположение Стефана и, благодаря финансовой помощи разбогатевшей на грамотно организованной продаже шерсти сестры, собрать сильный отряд. Если Уильям намерен получить титул графа Ширинга — он должен предложить королю больше, чем его соперник. Не имея ни малейшего понятия в управлении, Хамли с карательным отрядом начинает объезд деревень, чтобы силой выколотить из крестьян деньги и продовольствие. В первой же деревне он находит построенную без его ведома мельницу. Приказав запереть мельника в здании, Уильям подрубает опоры и мельница обваливается, погребя под собой владельца, после чего Хамли хватает молодую крестьянку и, сославшись на право первой ночи, публично насилует её. Известия об этой расправе широко расходятся по округе, вызывая начало сопротивления регенту. Епископ Уолеран отпускает грехи Хамли и подговаривает его (пообещав исповедать ещё раз) напасть на каменоломню, чтобы лишить Филиппа доступа к стройматериалам для собора. Каменщики, вопреки расчётам Уильяма, оказывают ему серьёзное сопротивление и убивают нескольких карателей, но в результате всё равно проигрывают бой. Приор Филипп вынужден организовать в Кингсбридже нелегальный рынок для торговли, чтобы получить больше денег для закупки камня. Он направляется в только что захваченный Стефаном Линкольн, чтобы пожаловаться на беспредел Хамли и потребовать вернуть каменоломню, а заодно — получить разрешение на торговлю. Стефан меняется с Филиппом одеждами и берёт его с собой на разведку укреплений замка (ещё удерживаемого сторонниками императрицы Матильды), в ходе которой выказывает уважение храбрости приора (даже в самый опасный момент просящего за Кингсбридж), но не даёт чёткого ответа на его просьбы. В тот же день к городу подходит армия Матильды под командованием Роберта Глостера и Ранульфа де Жернона. Стефан выводит королевское войско (в рядах которого и Уильям Хамли, и Ричард Ширингский) за стены и решает атаковать противников. Приор Филипп с вершины кафедрального собора молится о поражении Стефана в битве, что и случается. Сам король попал в плен, Уильям трусливо сбежал, Ричард смог организованно отвести остатки королевских сил. Ворвавшаяся в город армия Матильды начинает погромы, при попытке остановить которые Филипп также попадает в плен. Его освобождает Френсис, пользуясь своим влиянием на императрицу и Роберта Глостера. Брат организовывает Филиппу аудиенцию у Матильды, на которой он, к своему ужасу, сталкивается с перешедшими на её сторону епископом Уолераном Бигодом и Уильямом Хамли. Императрица даёт приору разрешение на торговлю, но закрепляет каменоломню за Хамли. С помощью Алиенны, Филиппу удаётся покупать камень на рынке и поддерживать положительное сальдо, хотя скорость строительства собора заметно снижается.
Том сдружается с приором и убеждает его разрешить им с Эллен пожениться. Та хотя и не доверяет монахам, но соглашается вернуться в Кингсбридж ради Тома, вместе с матерью возвращается и Джек (ставший помощником каменщика), который начинает тайно встречаться с Алиенной. Они влюбляются друг в друга, но уже ставший самостоятельным мастером Альфред всё ещё ненавидит сводного брата и, получив отказ Алиенны на предложение о свадьбе и случайно застав их с Джеком целующимися, в отместку рассказывает, что отец Джека был повешен за воровство. Завязывается драка, в ходе которой собору наносится урон. Филипп и Том требуют, чтобы Джек покинул стройку, но Эллен просит за сына у приора и тот соглашается оставить его — при условии принятия монашества. Джек вынужденно соглашается и пытается добиться у матери информации о гибели отца. Эллен говорит ему, что тот был повешен по навету трёх человек, но отказывается назвать их имена. Джонатан растёт любознательным мальчиком, Том проводит много времени с сыном, но так и не решается признаться ему в своём отцовстве.
Дела в Ширинге идут всё хуже и хуже, Уильям затерроризировал графство своими налётами. В лесах начинают собираться банды разбойников. Воспользовавшись организацией в Кингсбридже ярмарки шерсти без его согласования, Хамли атакует город и сжигает его дотла. В ходе боя он убивает Тома-Строителя и множество простых крестьян, а также сжигает все запасы шерсти Алиенны, разорив её (она, рассчитывая хорошо заработать на ярмарке, закупилась шерстью на все деньги и не оставила резервов). Девушка в ужасе — она больше не в состоянии поддерживать Ричарда и не может выполнить данную отцу клятву.

### Часть IV (1142–1145)
Усилиями приора и Альфреда, Кингсбридж удаётся отстроить после нападения Хамли, но его жители запуганы, а рынок захирел. Альфред вновь предлагает Алиенне выйти за него и та вынужденно соглашается, чтобы на деньги мужа продолжать финансировать военные расходы брата. Джек, узнав об этом, пытается поговорить с ней и вновь нападает на брата, за что приор Филипп приказывает запереть его в темнице на двое суток. Эллен помогает сыну сбежать через канализационный ход, рассказывает ему всё, что знала об его отце, и советует покинуть страну и поискать родственников по отцовской линии в Нормандии и Бретани. Перед тем, как покинуть Кингсбридж и отправиться на материк, Джек навещает Алиенну и занимается с ней сексом. Он просит девушку бежать вместе с ним, но она отказывается, сославшись на данную отцу клятву поддерживать брата. Во время свадьбы Альфреда и Алиенны приходит Эллен с петухом в руке и, перерезав ему горло, проклинает этот брак. Первая ночь у молодожёнов не удаётся, и Альфред начинает систематически издеваться над супругой.
Уильяму получается-таки ценой тотального разгрома графства награбить достаточно ресурсов, чтобы снарядить приличное войско, а сторонникам Стефана — обменять короля на попавшего к ним в плен Роберта Глостера. Уолеран и Хамли вновь примыкают к ним, и с помощью епископа Генри убеждают Стефана присвоить титул графа Ширинга Уильяму Хамли, а не серьёзно сдавшему после разорения сестры Ричарду. Чтобы ещё сильнее унизить Филиппа и Алиенну, Бигод объявляет об этом во время торжественной службы в честь Троицы. Возглавивший стройку Альфред убеждает приора заменить деревянную крышу собора (как планировал его отец) каменной, но уклоняется от ответа на его вопрос о надёжности такой конструкции. Алиенна тем временем осознаёт, что беременна от Джека, и опасается реакции супруга. В день освящения собора у неё преждевременно начинаются схватки, и она идёт на службу, во время которой каменный свод обваливается. Гибель свыше 70 прихожан окончательно лишает приора надежды построить собор. Заваленную обломками Алиенну вовремя успевают вытащить, и вместе с ней обнаруживают рыжеволосого мальчика. Альфред, сразу определив отцовство ребёнка, выгоняет жену и та, по совету Эллен, отправляется на поиски Джека. Сыну она не решается дать имя и берёт младенца с собой.
Сам Джек тем временем участвует в строительстве множества соборов во Франции, направляется в паломничество в Сантьяго-де-Компостела и останавливается в Толедо у богатого и любознательного купца Рашида, крещённого араба. Они сближаются на почве интереса к архитектуре, к Джеку также проявляет внимание Аиша, умная и образованная дочь Рашида. Купец предлагает Джеку хорошую работу в Толедо, если он останется и женится на Аише, но того увлекает мечта его приёмного отца Тома — построить красивый собор в Кингсбридже. Он также не может забыть об Алиенне, хотя Аиша ему тоже нравится. В последний день срока Джек решается и отказывает Рашиду. Тот не держит на него обиды и дарит на прощание статую женщины, которая начинает плакать при помещении её в холодную среду. Джек возвращается во Францию и работает на строительстве собора нового типа в Сен-Дени, подчерпнув там много новых идей. В Париже, на очередной стройке, его находит Алиенна (которая узнала его местонахождение от Аиши). Сына они называют Томми, в честь Тома-Строителя. Прибыв в Шербур, чтобы вернуться в Англию, они выдают статую за чудотворный лик Девы Марии и говорят, что Богородица якобы поручила им отвезти её в город Кингсбридж и построить там собор в её честь. Уверовавшие в чудо люди собрали крупную сумму денег. Также Джек (после недоразумения, когда местный священник принял его за ожившего покойника) нашёл свою бабушку и родню отца. Они рассказали ему, что Жак Шербур был единственным человеком, который смог выжить после гибели «Белого корабля».
Приор Филипп крайне неубедительно зачитывает в полуразрушенном-полузаброшенном недостроенном соборе немногочисленным прихожанам «Книгу Иова», когда его проповедь прерывает прибытие некой процессии с якобы «чудотворной статуей плачущей Девы Марии». Они с братом Ремигием подозревают, что тут что-то не так, и разоблачают Джека с Алиенной. Ремигий требует немедленно изгнать Джека восвояси, но когда тот предъявляет собранные пожертвования и требует от Филиппа возобновить строительство собора, приор уступает и назначает Джека мастером-строителем. Тот разбирается в ошибках Альфреда и начинает строить сооружение по-иному, с учётом увиденного на стройках Франции. Филипп также требует от Джека с Алиенной жить порознь, пока её брак с Альфредом не будет аннулирован. Они надеются, что это произойдёт скоро, но Уильям Хамли и епископ Уолеран сообща затягивают процесс. Кингсбридж вновь начинает расцветать, стройка привлекает в город людей со всей округи, в то время как остальной Ширинг запустевает.
Джек рассказывает Эллен о своей французской родне и просит назвать имена убийц своего отца и она, наконец, называет их — рыцарем был Перси Хамли, монахом — приор Джеймс, предшественник Филиппа, священником — Уолеран Бигод. По её словам, крушение «Белого корабля» было подстроено искусственно и Жак Шербур мог знать, кто за ним стоял, поэтому ему подкинули драгоценную чашу и казнили по сфабрикованному делу. Джек приходит к епископу Уолерану и открыто говорит ему, что знает правду. Сам Бигод и Риган Хамли серьёзно обеспокоены, а Уильям не понимает проблемы и предлагает им организовать новое нападение на Кингсбридж, чтобы убить Джека. Однако Ричарду удаётся вовремя узнать об этом и предупредить приора Филиппа. Мобилизовав всех жителей города, приор Филипп и Джек успевают построить каменную стену и насыпать валы, которые каратели Хамли не смогли преодолеть. Налёт успешно отбит.

### Часть V (1152–1155)
Три неурожайных года серьёзно подкашивают воюющие стороны и мирное население, между королём Стефаном и сторонниками императрицы Матильды начинаются переговоры о мире, однако приор Филипп тайно встречается со своим братом Френсисом и подбивает его организовать интервенцию с материка, чтобы ускорить процесс — истощённая страна не в состоянии будет её остановить и это вынудит Стефана пойти на уступки. В графстве Ширинг, хозяйство которого разрушено бездарным управлением Уильяма Хамли, ситуация становится критической. Альфред убеждает Джека взять его на работу и тот нехотя соглашается ради памяти Тома. Умирает Риган Хамли, успев женить сына на Элизабет, 14-ти летней дочери богатого рыцаря. Уильям в панике забывает позвать священника, чтобы он исповедал его мать, и Уолеран предлагает «загладить вину», начав строительство нового кафедрального собора в Ширинге, который затмил бы Кингсбриджский. Мастером-строителем стал Альфред (воспользовавшийся финансовыми проблемами и уведшими всех работников со стройки в Кингсбридже), а приором — брат Ремигий, предавшие Филиппа. Во время бури, Алиенна знакомится с Элизабет и спасает её, укрыв в старой церкви. Девушки сдружаются на почве общей ненависти к Уильяму Хамли.
После легко отбитого нападения отряда разбойников на Кингсбридж, Алиенна подбивает брата — собрать армию из обездоленных и обозлённых на Хамли людей, чтобы начать войну за освобождение Ширинга от тирании. Он соглашается. Успешное нападение разбойников сорвало очередную экзекуцию Уильяма, собиравшегося изнасиловать жену подозреваемого им в укрытии зерна мельника, однако он узнаёт в их главаре Ричарда и с помощью брата Ремигия выведывает место лагеря своих противников. Но карательный отряд встречает там только Эллен, которая насмехается над Хамли и сообщает ему о высадке в стране армии Генриха Плантагенета, сына Матильды, на помощь к которому ушло воинство Ричарда.
Король Стефан и Генрих Плантагенет достигают соглашения: первый сохраняет корону до своей смерти, а второй объявляется его наследником и преемником. Все земли, за годы войны поменявшие владельца, возвращаются тем, кто владел ими при старом короле Генрихе. Однако Френсис предупреждает, что в договоре есть оговорка: вступление в силу этого пункта зависит от воли Стефана, а тот не намерен осуществлять новое перераспределение земель и титулов. Алиенна не собирается ждать смерти короля и, проникнув в Эрслскасл, убеждает Элизабет сдать замок её брату. Уолеран и Уильям посрамлены — их собор так и не был построен, однако с помощью епископа Генри коварный иерарх смог пристроить Хамли на пост шерифа. Проезжая по Ширингу, приор Филипп узнаёт в одном из роящихся в помойной яме стариков брата Ремигия и прощает его (вопреки возражениям Джонатана), разрешив вернуться в Кингсбриджский собор простым монахом.
Ричард отказывается вернуть монастырю доступ в каменоломню и Алиенна обвиняет его в неблагодарности. У себя дома она застаёт Альфреда, который пытается её изнасиловать. Прибежавший Ричард зарубил экс-мастера, но Уильям, пользуясь этим, обвиняет его в преднамеренном убийстве и пытается арестовать. Приор Филипп даёт Ричарду убежище и отказывается выдать его Хамли. Понимая, что справедливого суда ждать не стоит, приор предлагает графу отправиться крестоносцем на Святую землю, а управление Ширингом поручить своей сестре. Таким образом, Филипп и вывел Ричарда из-под удара Уильяма, и обеспечил себе полную поддержку со стороны Алиенны. Джек и Алиенна женятся в новом кафедральном соборе.

### Часть VI (1170–1174)
Джек успешно завершает работу — первый в Англии собор в новомодном готическом стиле построен. Епископ Уолеран в бешенстве, у него не осталось влиятельных союзников и последнее, что он может предпринять — обвинить Филиппа в нарушении целибата. Бигод собирает церковный суд и объявляет, что ставший к тому времени помощником настоятеля Джонатан — сын приора. Попытка Джека защитить Филиппа проваливается и он просит Эллен, всё ещё обиженную на изгнавшего её некогда приора, дать показания в его защиту. Эллен превращает суд над Филиппом в суд над самим Уолераном, обвинив его в даче ложных показаний и убийстве Жака Шербура. Её неожиданно поддерживает Ремигий, подтвердив, что приор Джеймс формально не лжесвидетельствовал (он только сказал, что найденная у Жака чаша принадлежит монастырю, что было правдой), но поддержал показания Уолерана в обмен на лес и несколько деревень, которыми надеялся поправить финансовое положение обители. Приор Джеймс сильно переживал своё участие в казни невиновного и умер от горя, сам Ремигий хотел бы занять его место, но признал, что Филипп справился с ролью приора лучше. Джонатан узнаёт, что его отцом был Том-Строитель, Эллен показывает ему могилу Агнес. Дело разваливается, а Уолеран Бигод теряет пост епископа Кингсбриждского. Им становится сам Филипп, а приором Кингсбриджского собора — Джонатан.
После смерти Стефана и восцарения Генриха Плантагенета, между ним и популярным архиепископом Кентерберийским Томасом Бекетом начинается конфликт. Рассчитывая вернуть своё влияние, Уолеран и Уильям Хамли поддерживают в нём короля, в то время как епископ Филипп — Бекета. Во время очередной попойки с соратниками Генрих возмущается, что никто ничего не хочет сделать, чтобы архиепископ замолк. Уолеран истолковал эти слова, как санкцию на убийство Бекета, и подговаривает Уильяма осуществить эту акцию. Филипп, узнав от Френсиса об угрозе заговора, едет в Кентербери и предупреждает Бекета, но тот не намерен прятаться. Вскоре в городе появляются люди короля во главе с Хамли. Вломившись в собор, они зарубают архиепископа у алтаря. Филипп собирает монахов и организовывает крестный ход, чтобы призвать короля Генриха к ответу и не дать убийцам сбежать из города. Люди массово присоединяются к нему, шествие приобретает явный антимонархический характер. Заметив Уильяма Хамли, толпа сбрасывает его с лошади. Тот просит Филиппа о прощении, но епископ отказывает ему. Уильяма привозят в Ширинг и публично вешают на глазах у некогда обесчещенной им Алиенны и её сына Томми, ставшего после гибели Ричарда в Сирии новым графом.
Приор Джонатан приходит к Джеку и говорит ему, что с ним хочет поговорить один монах. Им оказывается лишившийся всего Уолеран Бигод, раскаявшийся в своих грехах. Экс-епископ рассказывает Джеку историю гибели «Белого корабля» — по его словам, он действительно был потоплен в результате заговора нескольких влиятельных феодалов и священников, чтобы убить наследника престола и тем самым вызвать династический кризис после смерти короля Генриха. Феодалы надеялись, что в условиях Анархии никто не сможет помешать им самовластвовать, а Церковь, притесняемая Генрихом I, таким образом сбрасывала с себя контроль и могла бы участвовать в политических делах. Жак Шербур был виноват только в том, что смог спастись — его не собирались убивать и заключили в тюрьму в Кингсбриджском монастыре, думая, что он больше не опасен (так как не говорил по-английски). Но благодаря знакомству с Эллен он начал учить язык, а за время отсидки кое-что сообразил и начал догадываться об истинных причинах кораблекрушения. Поэтому его притворно отпустили, попросив отвезти золотую чашу, а потом схватили и казнили, обвинив в воровстве. Джек удивляется, что больше не испытывает к Уолерану ненависти, а чувствует только жалость к старику, ставшему жертвой своих же интриг.
Папа Римский объявляет Томаса Бекета мучеником и требует от Генриха Плантагенета публично покаяться за его убийство. 12 июля 1174 года босой Генрих приходит в Кентерберийский собор и встаёт на колени перед мощами архиепископа. Филипп, епископ Кингсбриджский, бичует короля. Он ликует — королевская власть впервые была вынуждена подчиниться воле народа, а значит, Англия вступает в новую историческую эпоху.

## Персонажи

### Основные
- Джек Джексон (также Джек-Строитель) — сын Джека Шербура (Жака Шербура) и Эллен, прошедший путь от дикаря из леса до опытного мастера-строителя. Смог воплотить в жизнь мечту своего приёмного отца Тома, достроив первый в Англии готический Кингсбриджский собор.
- Эллен — дочь рыцаря, живущая в лесу. Неплохо образованная для своего времени женщина, знавшая английский, французский языки и латынь. Возлюбленная Жака Шербура, а после — жена Тома-Строителя.
- Том-Строитель — опытный мастер с непростой судьбой, мечта которого — построить самый красивый в мире собор.
- Альфред-Строитель — сын Тома, заносчивый и высокомерный, но не лишённый таланта каменщик. В отличие от отца и сводного брата Джека, более склонен к рисковым архитектурным решениям, но куда хуже их продумывает.
- Марта — дочь Тома, родная сестра Альфреда и сводная сестра Джека. Ничем не примечательная, но добрая девушка.
- Приор Филипп — настоятель обители Св. Иоанна, ставший приором Кингсбриждского монастыря. Деятельный, аскетичный и справедливый священник, косвенно несущий ответственность за начало гражданской войны, а потом всеми силами пытавшийся её остановить.
- Епископ Уолеран Бигод — амбициозный, жестокий и коррумпированный иерарх, думающий только о своей выгоде. Один из организаторов гибели «Белого корабля», прямо ответственен за начало гражданской войны. Проклятый Эллен за ложное обвинение её возлюбленного, в итоге лишился всего и раскаялся в грехах.
- Алиенна Ширингская — дочь Бартоломью, графа Ширинга, сестра Ричарда. Красивая и образованная аристократка, тем не менее не испытывающая презрения к простым людям и добившаяся признания как торговец шерстью, когда война разрушила её мир. Была женой Альфреда и Джека, соперничавших друг с другом в том числе из-за неё, хотя первого никогда не любила.
- Ричард Кингсбриджский — младший брат Алиенны. Тяжело перенёс потерю Ширинга и смерть отца, но с помощью сестры смог реализоваться, как талантливый командир и вернуть графство. Погиб в Сирии — по иронии судьбы, во время землетрясения.
- Уильям Хамли — сын Перси и Риган Хамли, граф Ширинга. Гордый, самолюбивый, при этом абсолютно необразованный (за что Алиенна разорвала помолвку с ним) и беспредельно жестокий феодал. Утопил своё графство в крови, настроив против себя всё население, а потом и собственную жену. Неоднократно выступал орудием епископа Уолерана в его интригах. Был казнён за участие в убийстве Томаса Бекета.
- Перси Хамли — шериф, а впоследствии и граф Ширинга. Верный соратник Стефана Блуаского, полностью подвластный влиянию своей жены и епископа Уолерана.
- Риган Хамли — супруга Перси и мать Уильяма Хамли. Коварная и амбициозная феодалка, имеющая полную власть над мужем и сыном. Часто выступала в союзе с Уолераном.

### Второстепенные
- Френсис Гвинедский — брат приора Филиппа, канцлер и доверенное лицо Роберта Глостера. Попытался сорвать мятеж своего сюзерена, но в итоге лишь его ускорил. Вместе с братом, которому неоднократно помогал, пытается остановить гражданскую войну.
- Бартоломью, граф Ширинга — отец Ричарда и Алиенны. Справедливый, но гордый правитель, сторонник императрицы Матильды, в пользу которой вместе с Робертом Глостером готовил мятеж. Попал в плен к Хамли и умер в тюрьме, успев взять с детей клятву, что они отобьют графство.
- Брат Ремигий — помощник приоров Джеймса и Филиппа. Жестокий и гордый монах, союзник епископа Уолерана и планируемый приор нового кафедрального собора в Ширинге. Прощённый Филиппом за предательство, вернулся в Кингсбридж как простой монах и выступил на суде против епископа.
- Брат Катберт — келарь Кингсбриджского монастыря, союзник приора Филиппа.
- Брат Милий — повар монастырской кухни в Кингсбридже, друг Катберта и приора Филиппа. Активно поддерживал приора на заседаниях капитула, даже когда большинство выступало против, воспитывал Джонатана.
- Джонни Восемь Пенсов — монах обители Св. Иоанна и друг приора Филиппа, кормилец Джонатана.
- Джек Шербур (Жак Шербур) — менестрель-француз, пассажир «Белого корабля» и единственный человек, который смог спастись при его гибели. Возлюбленный Эллен и отец Джека. Был казнён по наговору Перси Хамли, Уолерана Бигода и приора Джеймса, которые выступали в союзе с феодалами-заговорщиками, опасавшимися разоблачения.
- Агнес — первая жена Тома, мать Альфреда, Марты и Джонатана. Умерла во время родов последнего.
- Джонатан — сын Тома и Агнес, который был оставлен отцом на могиле матери и найден монахом. Воспитан в Кингсбридже, стал священником и соратником приора Филиппа, узнав о родителях только во время суда над приором.
- Томми — сын Джека и Алиенны, вместе с матерью перенёсший путешествие по Франции и Испании в поисках своего отца. Стал графом Ширинга после гибели Ричарда. Осуществил казнь Уильяма Хамли, хотя так и не узнал историю своей матери.
- Салли — сестра Томми, родившаяся после возвращения родителей в Кингсбридж. Приняла участие в завершающей части строительства собора в качестве оформителя витражей.
- Рашид — арабский купец из Толедо, друг Джека. Образованный человек, воспитывающий свою семью и в арабских, и в европейских традициях.
- Уолтер — слуга Уильяма Хамли, жестокий громила и соучастник многих его преступлений.
- Элизабет — дочь богатого рыцаря-соратника короля Стефана, сосватанная Риган Хамли за её сына, чтобы хоть как-то поправить финансовое положение графства. Нерешительная и запуганная девушка. Была жестоко избита Уильямом в первую же ночь, впоследствии едва не погибла во время бури, но спасена Алиенной, с которой подружилась на почве общей ненависти к Уильяму. Впоследствии помогла ей изгнать мужа из Эрлскалса, сдав замок.
- Питер из Уэрхэма — монах обители Св. Иоанна, изгнанный Филиппом за несоблюдение сана, впоследствии — соратник епископа Уолерана и обвинитель на церковном суде против Филиппа.

## Исторические неточности
Хотя Фоллетт очень внимательно подошёл к отображению особенностей средневековой жизни, за что роман получил множество положительных отзывов — в нём есть как осознанные допущения, так и неточности:
- Брата приора Филиппа зовут Френсис (или Франциск по-латыни). В XII веке это имя было слишком нетипично для Англии, так как его распространение в Европе начнётся после канонизации Франциска Ассизского, родившегося через 50 лет после окончания действия сюжета романа.
- Название «Шербур» в господствующей в XII веке языковой норме англо-норманнской знати могло транскрибироваться множеством вариантов (Kiæresburh, Chirburg(h), Chierebour, Cheerebourg, Chierbourg(h), Ch(i)erburg(h), Chierbourc, Chirbourg(h), Chirburt, Chireburgh), поэтому вряд ли фамилию Жака одинаково называли и его родственники-французы в Нормандии, и куда более образованный епископ Уолеран в Англии.
- Английская знать в затрагиваемый романом исторический период ещё сохраняла норманнские корни. Хотя процесс её ассимиляции уже активно шёл, но англо-нормандский язык, привычный для феодальной верхушки и части духовенства, оставался относительно нераспространённым среди крестьянского населения, продолжавшего говорить на англосаксонском языке. Французский язык же имел ещё меньшее распространение, чем англо-нормандский, а двуязычие считалось большой редкостью[4]. Поэтому ряд критиков указали на нетипичное для раннесредневековой Англии поведение некоторых персонажей (например, приора Филиппа и Алиенны), которые в силу языкового барьера не могли бы без проблем поддерживать контакт друг с другом.
- Когда брат Ремигий обвиняет Тома и Эллен в блуде, они оправдываются, что не могли пожениться из-за отсутствия под рукой священника. Однако обязательное требование о священнике восходит не раннее, чем к Тридентскому собору 1545 года, а тайные браки были запрещены только Четвёртым Латеранским собором в 1215 году. Средневековая практика вполне позволяла им пожениться без священника, взяв в свидетели своих детей. Что более важно, неженатые пары были довольно распространены в средневековом обществе и, хотя для женщины это было несколько более ущербно, сам факт совместного проживания вне брака чаще всего порицался, но не вызвал критичного недовольства Церкви.
- Агнес рожает Джонатана под большим конским каштаном, однако деревья такого вида произрастали на Балканах и будут завезены в Англию лишь в XVI веке[5].
- В романе несколько раз упоминается сахар. Однако в XII веке его в Англии не знали и не умели изготавливать. Впервые сахарный песок появится лишь при дворе Генриха III в 1264 году, а его распространение начнётся с 1319 года[6]. Та же проблема с хмелем, возделывание которого в Англии начнётся только несколько столетий спустя.
- Многие люди в романе завтракают, но существование такой практики в Средние века представляется крайне спорной[7][8].

## Экранизация
В 2010 году вышел одноимённый мини-сериал, поставленный по этой книге.